# Cristopher Urmeneta
Christopher Jared Urmeneta Flores (Tegucigalpa, Francisco Morazán, Honduras; 25 de agosto de 1994) es un exfutbolista hondureño. Jugaba de contención.

## Clubes
| Club              | País     | Año         |
| ----------------- | -------- | ----------- |
| Necaxa            | Honduras | 2011 - 2012 |
| Real España       | Honduras | 2012 - 2013 |
| Juticalpa F.C.    | Honduras | 2014 - 2015 |
| Alianza Olanchana | Honduras | 2016        |
| Social Sol        | Honduras | 2016 - 2019 |
| Lobos UPNFM       | Honduras | 2019 - 2022 |
| Real Sociedad     | Honduras | 2022 - 2023 |
| Lobos UPNFM       | Honduras | 2023 - 2024 |

## Palmarés

### Campeonatos nacionales
| Título               | Club            | País     | Año  |
| -------------------- | --------------- | -------- | ---- |
| Clausura del Ascenso | Alianza Becerra | Honduras | 2016 |